# Apharsatus multicostatus
Apharsatus multicostatus är en skalbaggsart som beskrevs av Leon Fairmaire 1901. Apharsatus multicostatus ingår i släktet Apharsatus och familjen långhorningar.
Artens utbredningsområde är Madagaskar. Inga underarter finns listade i Catalogue of Life.